# Квирике III (царь Кахетии)
Квирике III Великий (груз. კვირიკე III დიდი; ум. 1037/39) — царь Кахети и Эрети (1010—1037) из династии Аревманели.

## История

### Правление
После смерти своего отца Давида, Квирике унаследовал титул князя и хорепископа Кахетии, но царь Грузии Баграт III захватил его и завоевал Кахетию. После смерти Баграта в 1014 году Квирике смог вернуть себе корону, взял под свой контроль соседнее царство Эрети и объявил себя королем Кахетии и Эрети. Он сделал Телави своей столицей и построил дворец в Бододжи недалеко от Тианети. При Квирике III королевство пережило период политического могущества и процветания. В 1027 году Квирике присоединился к объединенным армиям грузинского Баграта IV под предводительством Липарита Орбелиани и Иване Абазасдзе, эмира Тифлиса Джафара и армянского короля Давида I против шеддадидского эмира Аррана Фадла II, который потерпел решительное поражение при р. Эклез. Около 1029 года Квирике III разбил силы вторжения под предводительством аланского царя Урдуре, которые пересекли Кавказские горы в Кахетию и опустошили Тианетию. Урдуре погиб в бою. В зените своего могущества и престижа Квирике был убит во время охоты в 1037/39 году. По мнению грузинского историка Вахушти, это сделал аланский раб Квирике, стремившийся отомстить за смерть царя Урдуре. После смерти Квирике Кахетия была временно присоединена к Грузинскому царству.

### Археология
Две серии серебряных монет смешанного христианско-исламского дизайна, застрявшие под Квирике III, были найдены в 2012 и 2013 годах в Чухур-Габале в Азербайджане и Сисиане в Армении. На монетах указано имя Квирике на арабском языке (как Абу-л'Фадль Курики б. Дауд), исламский символ веры (шахада), а также имена аббасидских халифов — Аль-Кадира (годы правления 991–1031) и Аль-Ка'им (годы правления 1031–1075) — на лицевой стороне, что свидетельствует о принятии Квирике, по крайней мере номинально, сюзеренитета аббасидов как средства отражения экспансионизма багратидов. Использование на его монетах арабской графики, общего арабского денежного протокола и мусульманского символа веры (шахады) не означало приверженности Квирике III исламу. На оборотной стороне монет находится изображение всадника, идентифицированного в грузинских письмах асомтаврули как святой Георгий, побеждающий Диоклетиана — самое раннее известное денежное изображение Георгий.